# Soane Patita Maituku
Soane Patita Maituku, né en 1947, a été Roi coutumier d'Alo au titre de Tuiagaifo. Alo étant un des trois royaumes coutumiers de Wallis-et-Futuna. Son règne dure du 21 novembre 2002 au 19 février 2008, date de sa démission.
Petelo Vikena lui succéda en novembre 2008.